# Marshland
Marshland  est une banlieue semi-rurale de la région de Canterbury dans le secteur de la cité de Christchurch, dans l’Île du Sud de la Nouvelle-Zélande.

## Situation
La localité est positionnée sur le côté nord de la cité de Christchurch. Elle a une superficie de 1 011 km2.

## Toponymie
La banlieue est nommée d’après le sol tourbeux et était aussi dénommée Rhodes' Swamp, d’après son propriétaire et homme politique Robert Heaton Rhodes (en) (1815–1884).

## Accès
La route State Highway 74 /SH74 (en) forme la limite ouest et sud de la banlieue.
La rivière Styx circule vers le nord-est à travers la ville de Marshland.

## Démographie
Marshland couvre une surface de 10,11 km2.
Elle avait une population estimée à 789 résidents lors du recensement de 2018 en Nouvelle-Zélande avec une densité de population de 90 personne par km 2 lors du recensement de 2018 en Nouvelle-Zélande, en augmentation de 30 personnes (soit 4.0 %) depuis le recensement de 2013 en Nouvelle-Zélande, et une augmentation de 6 personnes (soit 0,8 %) depuis le recensement de 2006 en Nouvelle-Zélande.
Il y avait 258 logements.
On comptait 408 hommes et 381 femmes, donnant un sexe-ratio de 1,07 homme pour une femme.
L’âge médian était de 41,1 ans (comparé avec les 37,4 ans au niveau national), avec 135 personnes (soit 17,1 %) âgées de moins de 15 ans, 162 personnes (soit 20,5 %) âgées de 15 à 29 ans, 387 personnes (49,0 %) âgées de 30 à 64 ans, et 105 personnes (soit 13,3 %) âgées de 65 ans ou plus.
L’ethnicité était pour 87,5 % européens/Pākehā, 12,5 %  Māoris, 1,5 % personnes du Pacifique, 7,6 % asiatiques, et 1,1 % d’autres ethnicités (le total peut faire plus de 100 % dans la mesure où les personnes peuvent s’identifier de multiples ethnicités).
La proportion de personnes nées outre-mer était de 16,3 %, comparée avec les 27,1 % au niveau national.
Bien que certaines personnes objectent à donner leur religion, 50,6 % n’avait aucune religion, 40,3 % étaient chrétiens, 0,4 % étaient musulmans, 0,8 % étaient bouddhistes et 1,5 % avaient une autre religion.
Parmi ceux d’au moins 15 ans d’âge, 111 personnes (17,0 %) avaient un bac ou un degré supérieur et 120 personnes (18,3 %) n’avaient aucune qualification formelle.
Le revenu médian était de 37,700 $, comparé avec les 31,800 $ au niveau national.
Le statut d’emploi de ceux d’au moins 15 ans était pour 330 personnes (50,5 %) employés à plein temps, 96 personnes (14,7 %) étaient à temps partiel, et 18 personnes (2,8 %) étaient sans emploi.

## Économie
Les terrains sont avant tout utilisés pour l’horticulture et l’élevage laitier.

## Éducation
L’école de Marshland School est une école assurant tout le primaire accueillant les élèves des années 1 à 8
Elle a un effectif de 488 élèves en mars 2021.
L’école fut ouverte en 1888.